# Fritz von Hiller

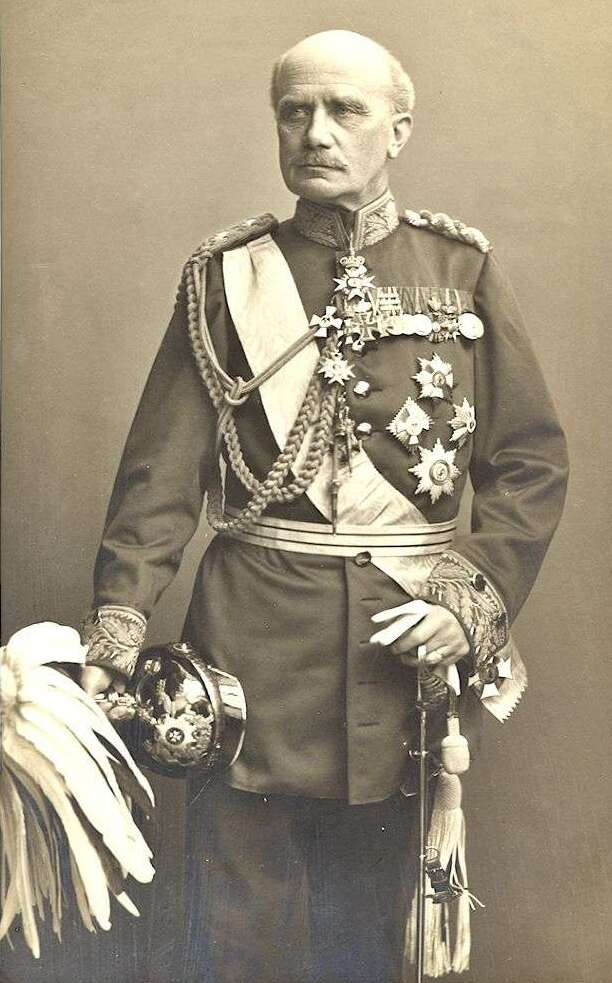
General Fritz von Hiller (1844–1918)

Friedrich „Fritz“ Karl Hiller, seit 1874 von Hiller (* 10. November 1844 in Welzheim; † 23. Februar 1918 in Stuttgart), war ein württembergischer General der Infanterie.

## Leben
Hiller war ein Sohn des Oberamtsrichters Anton Friedrich Hiller (1808–1863) und dessen Ehefrau Luise, geb. Streich (* 1824). Nach dem Besuch der Lateinschule in Brackenheim und Hall am Kocher absolvierte er ab Ende April 1859 die Kriegsschule in Ludwigsburg und wurde vier Jahre später als Portepeekadett dem 7. Infanterie-Regiment der Württembergischen Armee überwiesen. Mit Patent vom 2. Mai 1863 avancierte er am 9. April 1864 zum Leutnant. Anfang Oktober 1864 ließ Hiller sich auf ein Jahr beurlauben, um die Universität Tübingen zu besuchen. Nach einer weiteren einjährigen Verlängerung war er während des Krieges gegen Preußen 1866 den Feldspitälern zugeteilt und nahm am Gefecht bei Tauberbischofsheim teil. Ende April 1868 wurde Hiller Inspektionsoffizier an der Kriegsschule und rückte am 4. Januar 1869 mit Patent vom 11. Januar 1869 zum Oberleutnant auf.
Nach der Mobilmachung anlässlich des Krieges gegen Frankreich erfolgte am 25. Juli 1870 seine Versetzung in das 1. Infanterie-Regiment „Königin Olga“. In dessen Reihen beteiligte sich Hiller an den Kämpfen bei Wörth, Sedan und Villiers sowie der Einschließung und Belagerung von Paris. Seit Ende Dezember 1870 war er Adjutant des I. Bataillons und wurde mit dem Eisernen Kreuz II. Klasse ausgezeichnet.
Nach dem Friedensschluss war er vom 15. Januar 1872 bis zum 31. Juli 1873 als Adjutant der 52. Infanterie-Brigade (2. Königlich Württembergische) kommandiert und trat anschließend mit der Beförderung zum Hauptmann als Kompaniechef in den Truppendienst zurück. In dieser Stellung erhielt Hiller am 30. November 1874 das Ritterkreuz des Militärverdienstordens. Damit verbunden war die Erhebung in den persönlichen, nicht vererbbaren württembergischen Adelsstand.
Mitte Juni 1883 rückte er auf die älteste Hauptmannstelle im Regiment, wurde Anfang September überzähliger Major und Mitte Oktober etatmäßiger Stabsoffizier. Am 17. Dezember 1883 erfolgte seine Ernennung zum Bataillonskommandeur. Nachdem man ihn am 15. Juli 1889 mit den Funktionen des etatmäßigen Stabsoffiziers im 8. Infanterie-Regiment Nr. 126 beauftragt hatte, wurde Hiller unter Beförderung zum Oberstleutnant zum etatmäßigen Stabsoffizier ernannt. Daran schloss sich als Oberst am 28. Mai 1892 die Ernennung zum Kommandeur des Grenadier-Regiments „Königin Olga“ Nr. 119 an. Am 18. April 1896 folgte mit der Beförderung zum Generalmajor eine Verwendung als Kommandeur der 52. Infanterie-Brigade (2. Königlich Württembergische) in Ludwigsburg. Unter vorläufiger Belassung in dieser Stellung avancierte Hiller am 18. April 1899 zum Generalleutnant und wurde kurz darauf am 4. Juni 1899 als Kommandeur der 27. Division (2. Königlich Württembergische) nach Ulm versetzt. Durch Kabinettsorder erhielt er am 13. September 1899 die Erlaubnis zur Annahme des Roten Adlerordens II. Klasse mit Stern. In Genehmigung seines Abschiedsgesuches wurde Hiller am 22. Januar 1902 unter Verleihung des Großkreuzes des Friedrichs-Ordens mit Pension zur Disposition gestellt. Nach seiner Verabschiedung verlieh König Wilhelm II. ihm am 25. Februar 1906 den Charakter als General der Infanterie.

## Schriften
- Geschichte des Feldzuges 1814 gegen Frankreich unter besonderer Berücksichtigung der Anteilnahme der königlich württembergischen Truppen. (= Württembergische Kommission für Landesgeschichte. (Hrsg.)), Kohlhammer, Stuttgart 1893.